# Cnemophilus macgregorii
Ave-de-cetim-de-crista ou pássaro-cetim-de-penacho (Cnemophilus macgregorii) é uma espécie de ave da família Cnemophilidae.
Pode ser encontrada nos seguintes países: Indonésia e Papua-Nova Guiné.
Os seus habitats naturais são: regiões subtropicais ou tropicais húmidas de alta altitude.